# Línea 4 (Urbanos Algeciras)
| Paradas de ida                            | 20             |
| Paradas de vuelta                         | 20             |
| Longitud                                  | 8,7 km         |
| Tiempo estimado                           | 30 min         |
| Circula                                   | Todos los días |
| Primer autobús (días laborables)          | 7:15           |
| Último autobús (días laborables)          | 21:15          |
| Frecuencia (días laborables)              | 30-45 min      |
| Frecuencia (sábados, domingos y festivos) | 90 min         |

La Línea 4 del Servicio Urbano de Algeciras es una ruta de transporte urbano en autobús. Une La Granja, al norte de la ciudad, con el Hospital Punta de Europa, al sur, en un itinerario de casi nueve kilómetros. De las 12 líneas urbanas de Algeciras, ésta es la única que no tiene conexión con las demás en la Plaza de San Hiscio en la entrada central al puerto; si bien tiene una parada en las estaciones de autobuses interurbanos y trenes.
Inicia su recorrido en el Polígono Industrial La Menacha, aproximándose al núcleo urbano de Algeciras por la carretera vieja de Los Barrios (CA-9209). Atraviesa La Granja por su eje principal, la Avenida de las Flores, con varias paradas antes de cruzar la A-7 por un paso superior, adentrándose primero en San José Artesano y posteriormente en la Cuesta del Rayo.
El autobús alcanza la Avenida Virgen del Carmen, recorriéndola en dirección sureste, con una parada en el centro comercial El Corte Inglés y la Audiencia Provincial. Posteriormente, se desvía por la Calle Fuerte Santiago para alcanzar la Avenida Blas Infante. En esta vía realiza dos paradas: una en el Parque María Cristina y otra junto a la Plaza de Andalucía.
A partir de este punto, el recorrido es hacia el sur por la travesía de la N-340, pasando por el barrio conocido como el Secano y llegando a la Estación de autobuses San Bernardo y a la terminal ferroviaria de Algeciras. El trayecto continúa por la Avenida Victoria Eugenia, un camino directo hasta la glorieta de Paco de Lucía, situada en el acceso sur al puerto. Las últimas paradas son las de la avenida de Carlos Cano y la calle Venus antes de llegar al Hospital Punta de Europa.